# Шпилько Микола Пилипович
Мико́ла Пили́пович Шпилько́ (нар. 1908, Київ — пом. 1941, при обороні Києва) — український науковець, професор, директор Київського індустріального інституту (нині — Національний технічний університет України «Київський політехнічний інститут імені Ігоря Сікорського») у 1937—1941 роках.

## Загальні відомості
Микола Шпилько народився в Києві у 1908 році.
Закінчивши школу, розпочав свою трудову діяльність на київському заводі «Арсенал» токарем.
1930 року після закінчення підготовчих курсів став студентом Київського індустріального інституту (механічний факультет).
Після закінчення цього вишу навчався в аспірантурі КІІ на кафедрі верстатів.
1937 року після того, як був усунутий з посади директора КІІ і репресований професор П. Г. Жихарєв, Микола Шпилько, ще бувши аспірантом, став директором цього вишу й очолював його до весни 1941 року.
Навесні 1941 року був призначений директором Львівського політехнічного інституту.
Коли почалась німецько-радянська війна, Микола Шпилько пішов на фронт, де воював як інженер-ремонтник танків пересувних майстерень 133 автобатальйону. Мав військове звання воєнінженера 3-го рангу. Відступаючи з своєю частиною від Львова до Києва, загинув під час оборони Києва у вересні 1941 року.

## Праці
- Шпилько Н. Ф. 40 лет существования КИИ: юбилейний сб. к 40-летию ин-та / Н. Ф. Шпилько. — К. : Кн. ф-ка Госполитиздата при СНК УССР. — 1939 — С. 259—260 с.(рос.)
- Тезисы докладов на научно-технической конференции / КИИ; отв. ред. Н. Ф. Шпилько. — К.: КИИ, 1939. — 129 с.(рос.)
- Сборник научно-исследовательских работ / КИИ, № 9 / отв. ред. Н. Ф. Шпилько. — Харьков: ДНТВУ, 1939. — 108 с.(рос.)